# Врачанская епархия
Врача́нская епа́рхия (болг. Врачанска епархия) — епархия Болгарской православной церкви на территории Врачанской области Болгарии с кафедрой в Враце и архиерейскими наместничествами в Бялой Слатине и Оряхове.

## История
На основании сообщения султанского фирмана 1753 года, что при завоевании османами во Вратице находилась кафедра митрополита, болгарский историк Димитър Цухлев сделал вывод, что здесь в IX—X века находилась кафедра Видинской епархии, профессор Христо Стоянов относил создание кафедры во Вратице к периоду правления Асеней (1185—1280), а возведение в ранг митрополии — к правлению Шишманов. После османского завоевания кафедра была упразднена, церкви вошли в юрисдикцию Видинской епархии.
В период османского ига Враца неоднократно переходила то к Видинской, то к Тырновской митрополии в зависимости от отношений их архиереев с Константинополем. В какой-то момент кафедра была восстановлена, но в 1738 году был издан фирманом об упразднении Берковицкой, Врачанской и Кутловицкой епархий и включении их в состав Видинской митрополии.
В 1762 году Врачанская епархия была восстановлена в составе Тырновской митрополии. После изгнания в 1868 году болгарскими верующими архиерея-грека Константинопольская Патриархия не решилась назначить нового епископа.
После учреждения Болгарского экзархата кафедра была возобновлена, 24 февраля 1873 года был поставлен митрополит.
1 октября 1998 года из состава Врачанской епархии выделен Плевенский округ, в его границах учреждена самостоятельная Плевенская епархия.

## Епископы
епископы (Константинопольская православная церковь)
- Феофил (упом. в 1761)[1]
- Серафим (1762—1793)
- Софроний (17 сентября 1794—1803)
- Анфим (1804—1813)
- Мефодий (не ранее 1813—1827)
- Тимофей (упом. 1827 — ок. 1830)[2]
- Агапий[болг.] (1833 — 13 октября 1849)
- Парфений (избран 26 октября 1849—1854)[3]
- Дорофей (Спасов) (1854—1860)[3]
- Паисий (ноябрь 1860—1868)[2]

митрополиты (Болгарская православная церковь)
- Аверкий (Петрович) (24 февраля 1873—1874)
- Константин (Малинков) (11 ноября 1884 — 4 декабря 1912) в/у с 1874, архим.
- Анфим (Кынчев), митр. Великотырновский
- Парфений (Иванов), митр. Софийский
- Климент (Шивачев) (9 марта 1914 — 3 мая 1930)
- Паисий (Анков) (21 сентября 1930 — 16 мая 1974)
- Каллиник (Александров) (10 ноября 1974 — 18 мая 1992) (впервые)
- Григорий (Стефанов) (1992—1994) в/у, еп. Константинский
- Игнатий (Димов) (29 мая 1994 — 1 октября 1998)
- Каллиник (Александров) (1 октября 1998 — 26 декабря 2016) (второй раз)
- Григорий (Цветков) (с 12 марта 2017 — )

митрополиты в Альтернативном синоде
- Каллиник (Александров) (18 мая 1992 — 1 октября 1998) принёс покаяние

## Монастыри
- Бистрецкий монастырь Святого Иоанна Рыльского
- Градешнишкий монастырь Святого Иоанна Предтечи
- Долнобешовишкий монастырь Святого Архангела Михаила
- Мытнишкий монастырь Святого Николая
- Струпецкий монастырь Святого Пророка Илии (мужской)
- Черепишский Успенский монастырь (мужской)